# مقیاس در علوم اجتماعی
مقیاس در علوم اجتماعی (به انگلیسی: (Scale (social sciences): در علوم اجتماعی، «مقیاس‌سازی» فرایند اندازه‌گیری یا مرتب‌سازی فراوانیها با توجه به ویژگی‌ها یا صفات کمّی است. برای مثال، یک تکنیک مقیاس‌سازی ممکن است شامل برآورد سطوح برون‌گرایی افراد یا میزان کیفیت محصولات باشد. روش‌های خاصی از مقیاس‌سازی، تخمین بزرگی‌ها را در پیوستگی مجاز می‌سازد در حالی که سایر روش‌ها فقط ترتیب نسبی فراوانی‌ها را ارائه می‌دهند.
سطوح سنجش نوع داده‌ای است که اندازه‌گیری می‌شود.
واژه مقیاس، از جمله در ادبیات دانشگاهی، گاهی برای اشاره به معیار مرکب دیگری یعنی شاخص استفاده می‌شود. با این حال، مفاهیم متفاوت هستند.

## تصمیم ساخت مقیاس
- چه سطحی (سطوح سنجش) از داده‌ها درگیر است: (اسمی، ترتیبی، فاصله‌ای، نسبی)؟
- نتایج برای چه مواردی استفاده خواهد شد؟
- چه چیزی باید استفاده شود: مقیاس، شاخص یا نوع‌شناسی؟
- چه نوع تجزیه و تحلیل آماری مفید خواهد بود؟
- استفاده از مقیاس مقایسه‌ای یا غیرمقایسه‌ای را انتخاب کنید.
- چند تقسیم‌بندی یا دسته‌بندی مقیاس باید استفاده شود: (۱ تا ۱۰، ۱ تا ۷ و ۳- تا ۳+)؟
- تقسیمات باید زوج یا فرد باشد؟ (فرد ارزش مرکزی خنثی می‌دهد؛ حتی پاسخ دهندگان را مجبور می‌کند موضعی غیرخنثی بگیرند)
- ماهیت و توصیفی بودن برچسب‌های مقیاس چگونه باید باشد؟
- شکل فیزیکی یا چیدمان ترازو باید چگونه باشد؟ (گرافیک، خطی ساده، عمودی، افقی)
- آیا پاسخ باید اجباری باشد یا اختیاری؟

## روش ساخت مقیاس
ممکن است چیزی شبیه به مقیاس یک نفر از قبل وجود داشته باشد، بنابراین گنجاندن آن مقیاس(ها) و متغیرهای وابسته احتمالی در نظرسنجی ممکن است اعتبار مقیاس فرد را افزایش دهد.
1. با ایجاد حداقل ده مورد برای نمایش هر یک از مقیاس‌ها شروع کنید. انجام نظرسنجی؛ هر چه نمونه نماینده تر و بزرگتر باشد، اعتماد فرد در مقیاس بیشتر خواهد بود.
2. میانگین و انحراف استاندارد را برای آیتم‌ها بررسی کنید، هر موردی را که دارای میانگین اریب یا واریانس بسیار کم است، حذف کنید.
3. تجزیه و تحلیل مؤلفه‌های اصلی را با چرخش اریب روی مؤلفه‌های خود و سایر موارد برای مقیاس‌ها اجرا کنید - مهم است که از خود متمایز شوید. مولفه‌ها را با مقدار ویژه (برای محاسبه مقدار ویژه برای هر عامل مجذور بارگذاری عامل و جمع ستون‌ها) بزرگتر از ۱ درخواست کنید. گروه‌بندی آیتم‌ها بر اساس مقیاس‌های هدفمند آسان‌تر است. هرچه موارد دیگر متمایزتر باشند، شانس بیشتری برای بارگیری مؤلفه‌ها در مقیاس شخصی وجود دارد.
4. مؤلفه‌های بارگیری شده به‌طور تمیز مواردی هستند که تجزیه و تحلیل عاملی حداقل ۰/۴۰ روی یک جزء و بیش از ۰/۱۰ بیشتر روی آن مؤلفه نسبت به سایر مؤلفه‌ها است. آنها را شناسایی کنید.
5. مؤلفه‌های بارگذاری شده متقاطع مواردی هستند که معیار بالا را ندارند. اینها کاندیدای حذف هستند.
6. مؤلفه‌ها را فقط با چند مورد که مفاهیم واضحی را نشان نمی‌دهند شناسایی کنید، اینها «مقیاس‌های غیرقابل تفسیر» هستند. همچنین هر جزء را تنها با یک مؤلفه شناسایی کنید. این مؤلفه‌ها و موارد آنها کاندید حذف هستند.
7. به کاندیداهای حذف و اجزای حذف شده نگاه کنید. آیا چیزی وجود دارد که باید حفظ شود ولی برای ساخت مقیاس مهم است؟ مثلاً، اگر یک مؤلفه که از نظر مفهومی مهم است قرار است فقط برای یک جزء از بارگذاری حذف شود، بهتر است آن را برای دور بعدی نگه دارید.
8. مؤلفه‌ها را رها کنید و دوباره اجرا کنید و از برنامه بخواهید پس از حذف اجزای غیرقابل تفسیر و تک موردی، فقط تعداد اجزا را بدهد. با شروع مجدد از مرحله ۳، روند را طی کنید.
9. این فرایند را ادامه دهید تا زمانی که عوامل تمیز را دریافت کنید. (همه اجزاء دارای موارد کاملاً بارگذاری شده هستند.)
10. برنامه آلفای کرونباخ را اجرا کنید. (در صورت حذف هر مورد، آلفاها را درخواست می‌کند.) هر مقیاس با آلفای ناکافی باید حذف شود و این روند از مرحله ۳ تکرار شود. ['ضریب آلفا=تعداد موارد2 x میانگین همبستگی بین مؤلفه‌های مختلف/مجموع همه همبستگی‌ها در ماتریس همبستگی (شامل 1s)']
11. برای اعمال بهتر، اجزای نهایی و همه بارگذاری‌های خود و مقیاس‌های مشابه را برای استفاده در ضمیمه مقیاس انتخاب کنید.

## انواع داده‌ها
نوع اطلاعات گردآوری شده می‌تواند بر ساخت مقیاس تأثیر بگذارد. انواع مختلف اطلاعات به روش‌های مختلف اندازه‌گیری می‌شوند.
1. برخی از داده‌ها در سطح اسمی اندازه‌گیری می‌شوند یعنی هر عددی که استفاده می‌شود، صرفاً برچسب است و هیچ ویژگی ریاضی را بیان نمی‌کند. به عنوان مثال می‌توان به کدهای موجودی SKU و بارکدهای UPC اشاره کرد.
2. برخی از داده‌ها در سطح ترتیبی اندازه‌گیری می‌شوند یعنی اعداد بیانگر موقعیت نسبی مؤلفه‌ها هستند ولی نه میزان تفاوت. یک مثال رتبه‌بندی ترجیحی است.
3. برخی از داده‌ها در سطح فاصله‌ای اندازه‌گیری می‌شوند یعنی اعداد بیانگر میزان اختلاف بین گویه‌ها است ولی نقطه صفر مطلق وجود ندارد. به عنوان مثال می‌توان به مقیاس‌های نگرش و گرایش اشاره کرد.
4. برخی از داده‌ها در سطح نسبی اندازه‌گیری می‌شوند یعنی اعداد بیانگر بزرگی اختلاف هستند و یک نقطه صفر مطلق وجود دارد و نسبت‌ها قابل محاسبه است. مثال‌ها عبارتند از: سن، درآمد، قیمت، هزینه‌ها، درآمد فروش، حجم فروش و سهام بازار بورس.

## سنجش‌های مرکب
سنجش مرکب متغیرها با ترکیب دو یا چند شاخص مجزا تجربی در یک معیار ایجاد می‌شوند. معیارهای مرکب مفاهیم پیچیده را به اندازه کافی نسبت به شاخص‌های منفرد اندازه‌گیری می‌کنند و دامنه امتیازات موجود را گسترش می‌دهند و در مدیریت چندین مورد کارآمدتر هستند.
علاوه بر مقیاس، دو نوع دیگر از معیارهای ترکیبی وجود دارد: شاخصها شبیه به مقیاس‌ها هستند به جز اینکه چندین شاخص یک متغیر در یک اندازه‌گیری ترکیب می‌شوند. برای مثال، شاخص اعتماد مصرف‌کننده ترکیبی از چندین معیار از نگرش مصرف‌کننده است. گونه‌شناسی شبیه شاخص است، به جز اینکه متغیر در سطح اسمی اندازه‌گیری می‌شود.
شاخص‌ها با گردآوری نمرات اختصاص داده شده به ویژگی‌های فردی ولی مقیاس‌ها از طریق تخصیص نمرات به الگوی ویژگی‌ها ساخته می‌شوند.
در حالی که شاخص‌ها و مقیاس‌ها معیارهای یک بُعد را ارائه می‌دهند، گونه‌شناسی اغلب برای بررسی تقاطع دو یا چند بُعد به کار می‌رود. گونه‌شناسی‌ها ابزارهای تحلیلی بسیار مفیدی هستند و به آسانی می‌توان از آنها به عنوان متغیر مستقل استفاده کرد، البته چون یک بُعدی نیستند، استفاده از آنها به عنوان یک متغیر وابسته، دشوار است.

## مقیاس مقایسه‌ای و غیرمقایسه‌ای
- در مقیاس مقایسه‌ای، مؤلفه‌ها به‌طور مستقیم با یکدیگر مقایسه می‌شوند. (مثال: پپسی را ترجیح می‌دهد یا کوکاکولا را؟)
- در مقیاس غیرمقایسه‌ای هر مؤلفه مستقل از بقیه بررسی می‌شود. (مثال: در مورد کوکاکولا چه احساسی دارید؟)

## تکنیک‌های مقیاس مقایسه‌ای
1. مقیاس مقایسه زوجی: به یک پاسخگو در یک زمان دو مقوله ارائه می‌شود و از او خواسته می‌شود یکی را انتخاب کند. (مثال: آیا پپسی را ترجیح می‌دهد یا کوکاکولا را؟) سطح این تکنیک، ترتیبی است زمانی که یک مدل اندازه‌گیری اعمال نمی‌شود. کروس و کندی (۱۹۷۷) مقیاس مقایسه زوجی را در مدل ارجاعی دامنه خود تشریح کردند. مدل برادلی-تری-لوس یا (BTL)[۲] را می‌توان به منظور استخراج سنجش‌ها اعمال کرد، مشروط بر اینکه داده‌های حاصل از مقایسه‌های زوجی دارای ساختار مناسب باشند. قانون مقایسه داوری لوئی لئون ترستون (۲۹ مه ۱۸۸۷–۳۰ سپتامبر ۱۹۵۵) را نیز می‌توان در چنین زمینه‌ای بکار برد.
2. مقیاس مدل راش: پاسخگویان با مقوله‌ها تعامل دارند و مقایسه‌ها بین مقوله‌ها از پاسخ‌ها برای کسب مقادیر مقیاس استنباط می‌شود. متعاقباً پاسخگویان نیز بر اساس پاسخ‌هایشان به گویه‌ها با توجه به مقادیر مقیاس مقوله، مقیاس‌سازی می‌شوند. مدل راش ارتباط نزدیکی با مدل BTL دارد.
3. مقیاس رتبه‌ای: به پاسخگو چندین مقوله به‌طور همزمان ارائه و از او خواسته می‌شود آنها را رتبه‌بندی کند. (مثال: به تبلیغات زیر از ۱ تا ۱۰ امتیاز دهید.) سطح این تکنیک، ترتیبی است.
4. مقیاس فاصله اجتماعی بوگاردوس: میزان تمایل فرد به معاشرت با یک طبقه یا نوع افراد را می‌سنجد. از پاسخگو می‌پرسد چقدر مایل به ایجاد رابطه مختلف است. نتایج به یک نمره در مقیاس مشخص می‌شوند. نسخه‌های غیرمقایسه‌ای نیز از این مقیاس وجود دارد.
5. مقیاس رتبه‌ای Q: تا بالای ۱۴۰ مقوله بر اساس روش رتبه‌ای به گروه‌ها طبقه‌بندی می‌شوند.
6. مقیاس گاتمن: روشی است برای تعیین اینکه آیا مجموعه‌ای از مقوله‌ها را می‌توان در مقیاس تک بعدی مرتب کرد یا خیر. از ساختار شدت در میان چندین شاخص یک متغیر معین استفاده می‌کند. اظهارات به ترتیب اهمیت فهرست شده‌اند. رتبه‌بندی با جمع همه پاسخ‌ها تا اولین پاسخ منفی در فهرست مقیاس می‌شود. مقیاس گاتمن مربوط به «مدل راش» است. به‌طور خاص، مدل‌های راش رویکرد گاتمن را در یک چارچوب احتمالی قرار می‌دهند.
7. مقیاس مجموع ثابت: به پاسخگو مقدار ثابتی از پول، فیلمنامه، اعتبارات یا امتیازات داده می‌شود و از او خواسته می‌شود تا آنها را به مقوله‌های مختلف اختصاص دهد. (مثال: اگر کسی ۱۰۰ ین برای خرید محصولات غذایی داشت، چقدر برای نان و برنج و گوشت و میوه هزینه می‌کند) سطح این تکنیک، ترتیبی است.
8. مقیاس تخمین بزرگی: در روش روان‌فیزیک که توسط استنلی اسمیت استیونز رائه شده‌است، افراد به سادگی اعداد را به بعد قضاوت اختصاص می‌دهند. میانگین هندسی آن اعداد معمولاً یک قانون قدرت با توان مشخص تولید می‌کند. در تطبیق متقابل به جای تخصیص اعداد، افراد بعد دیگری مانند بلندی صدا یا روشنایی را برای مطابقت با موارد دستکاری می‌کنند. معمولاً توان تابع روان‌سنجی را می‌توان از روی نماهای تخمین بزرگی هر بعد پیش‌بینی کرد.

## تکنیک‌های مقیاس غیرمقایسه‌ای
1. مقیاس آنالوگ بصری (که «مقیاس رتبه‌ای پیوسته» و «مقیاس رتبه‌ای گرافیکی» نیز نامیده می‌شود): پاسخگویان با گذاشتن یک علامت روی یک خط به موارد امتیاز می‌دهند. خط معمولاً در هر انتها برچسب گذاری می‌شود. گاهی یک سری اعداد به نام نقاط مقیاس (مثلاً از صفر تا ۱۰۰) در زیر خط وجود دارد. نمره گذاری و کدنویسی برای مقیاس‌های کاغذی و مدادی دشوار است ولی نه برای مقیاس‌های آنالوگ بصری کامپیوتری و مبتنی بر اینترنت.[۳]
2. مقیاس لیکرت: از پاسخگویان خواسته می‌شود میزان موافقت یا مخالفت را (از کاملاً موافقم تا کاملاً مخالفم) در مقیاس پاسخ پنج تا نه درجه‌ای (با مقیاس لیکرت اشتباه نگیرید) نشان دهند. از همین قالب برای چندین پرسش استفاده می‌شود. ترکیب این پرسش‌ها است که مقیاس لیکرت را تشکیل می‌دهد. این روش مقیاس سازی طبقه‌بندی شده را می‌توان به آسانی به یک روش تخمین بزرگی گسترش داد که از مقیاس کامل اعداد به جای دسته‌بندی‌های کلامی استفاده می‌کند.
3. مقیاس تکمیل عبارت: از پاسخگویان خواسته می‌شود تا عبارتی را در مقیاس پاسخ ۱۱ درجه‌ای تکمیل کنند که در آن ۰ بیانگر عدم وجود ساختار نظری و ۱۰ بیانگر حداکثر مقدار نظریه سازه در حال سنجش است. از همان قالب اصلی برای چندین پرسش استفاده می‌شود.
4. مقیاس دیفرانسیل معنایی: از پاسخگویان خواسته می‌شود تا در یک مقیاس ۷ درجه‌ای یک مورد را با ویژگی‌های مختلف رتبه‌بندی کنند. هر ویژگی به یک مقیاس با برچسب‌های پایانه دوقطبی نیاز دارد.
5. مقیاس استاپل: یک مقیاس رتبه‌دهی تک قطبی است. از ۵+ تا ۵- متغیر است و نقطه صفر خنثی ندارد.
6. مقیاس ترستون: اثر لوئی لئون ترستون (۲۹ مه ۱۸۸۷-۳۰ سپتامبر ۱۹۵۵) یک تکنیک مقیاس‌سازی است که ساختار شدت را در بین شاخص‌ها ترکیب می‌کند.
7. مقیاس مشتق شده ریاضی: پژوهشگران ارزیابی‌های پاسخگویان را به صورت ریاضی استنباط می‌کنند. دو نمونه هستند: مقیاس چندبُعدی و مقیاس تحلیل مشترک.

## ارزیابی مقیاس
مقیاس‌ها باید از نظر قابلیت اعتماد، قابلیت تعمیم‌پذیری و قابلیت روایی آزمایش شوند.
- تعمیم‌پذیری با توجه به مقیاس انتخاب شده‌، توانایی نسبت دهی یافته‌های یک نمونه مورد بررسی به کل جامعه آماری است.
- پایایی یا قابلیت اعتماد، میزان نتایج ثابتی است که یک مقیاس ایجاد می‌کند.
- پایایی آزمون-آزمون مجدد بررسی می‌کند اگر پژوهش در شرایط مشابه تکرار شود، چقدر نتایج شبیه هم هستند.
- پایایی فرم‌های جایگزین بررسی می‌کند اگر پژوهش با استفاده از اشکال مختلف مقیاس تکرار شود، چقدر نتایج شبیه هم هستند.
- پایایی سازگاری داخلی بررسی می‌کند معیارهای فردی که در مقیاس گنجانده شده‌است چقدر به سنجش ترکیبی تبدیل شده‌اند.

مقیاس‌ها و شاخص‌ها باید اعتبارسنجی شوند:
- اعتبار داخلی رابطه بین معیارهای فردی موجود در مقیاس و خود مقیاس ترکیبی را بررسی می‌کند.
- اعتبار خارجی رابطه بین مقیاس ترکیبی و سایر شاخص‌های متغیر را بررسی می‌کند، شاخص‌هایی که در مقیاس گنجانده نشده‌اند.
- اعتبار محتوا (که اعتبار صوری نیز نامیده می‌شود) بررسی می‌کند که مقیاس چقدر آنچه را که قرار است اندازه‌گیری شود، می‌سنجد.
- اعتبار معیار میزان معناداری معیارهای مقیاس نسبی را به سایر معیارهای ممکن بررسی می‌کند.
- اعتبار سازه نوع سازه‌ای که در حال اندازه‌گیری است را بررسی می‌کند.

سه نوع روایی سازه وجود دارد که عبارتند از:
- روایی همگرا،
- روایی تمایز،
- روایی نام‌شناسی[۴]

ضریب تکرارپذیری نشان می‌دهد چگونه می‌توان داده‌های معیارهای فردی موجود در مقیاس را از مقیاس ترکیبی بازسازی کرد.

## مطالعه بیشتر
1. دیولیس، رابرت اف. (2003), توسعه مقیاس: نظریه و کاربردها (2nd ed.), لندن: انتشارات استیج, ISBN 0-7619-2604-6, retrieved 11 August 2010 Paperback شابک ‎۰−۷۶۱۹−۲۶۰۵−۴
2. لاج، میلتون (1981), مقیاس بزرگی: سنجش کمّی نظرات, بورلی هیلز و لندن: انتشارات استیج, ISBN 0-8039-1747-3
3. مک آیور، جان پی. & کارمینز، ادوارد جی. (1981), مقیاس تک بُعدی, بورلی هیلز و لندن: انتشارات استیج, ISBN 0-8039-1736-8, retrieved 11 August 2010
4. بردلی، آر.آ. و تری، ام.ای. (۱۹۵۲): تجزیه و تحلیل رتبه ای طرح‌های بلوک ناقص، I. روش مقایسه زوجی. بیومتریکا، شماره ۳۹, صص ۳۲۴–۳۴۵.
5. کمبل، دی.تی. و فیسک، دی. دبلیو. (۱۹۵۹): اعتبارسنجی همگرا و متمایز توسط ماتریس چند صفتی-چند روشی، بولتن روان‌شناسی، شماره ۵۶، صص ۸۱–۱۰۵.
6. هاج، دی.آر. و گیلسپی، دی.اف. (۲۰۰۳): تکمیل عبارت: جایگزینی برای مقیاس لیکرت، پژوهش‌های مددکاری اجتماعی، شماره ۲۷ (۱)، صص ۴۵–۵۵.
7. هاج، دی.آر. و گیلسپی، دی.اف. (۲۰۰۵): مقیاس‌های تکمیل عبارت که در کی. کمپف-لئونارد (ویرایشگر). دایرةالمعارف سنجش اجتماعی. (جلد ۳، صص ۵۳–۶۲)، سن دیگو: انتشارات آکادمیک.
8. کروس، دی.جی. و کندی، پی.اچ. (۱۹۷۷): مقیاس سازی نرمال ماتریس‌های تسلط: مدل مرجع دامنه. اندازه‌گیری آموزشی و روانی، شماره ۳۷، صص ۱۸۹–۱۹۳ (درخواست تجدید چاپ).
9. کروس، دی.جی. و نی، آر.جی. (۱۹۷۸): اعتبار همگرا و متمایز در تحلیل گویه. سنجش تربیتی و روانی، شماره ۳۸، صص ۱۳۵–۱۳۷ (درخواست تجدید چاپ).
10. لوس، آر.دی. (۱۹۵۹): رفتارهای انتخاب فردی: یک تحلیل نظری. نیویورک: انتشارات جی وایلی.